# Đurđevo, Žabalj
Đurđevo (izvirno srbsko Ђурђево; zahodnorusinsko: Дюрдьов) je naselje v Srbiji, ki upravno spada pod Občino Žabalj; slednja pa je del Južnobačkega upravnega okraja.

## Demografija
V naselju, katerega izvirno (srbsko-cirilično) ime je Ђурђево, živi 3872 polnoletnih prebivalcev, pri čemer je njihova povprečna starost 37,1 let (35,7 pri moških in 38,5 pri ženskah). Naselje ima 1638 gospodinjstev, pri čemer je povprečno število članov na gospodinjstvo 3,14.
To naselje je, glede na rezultate popisa iz leta 2002, v glavnem srbsko.
|  |

| Demografija | Demografija     | Demografija     |
| Leto        | Št. prebivalcev | Št. prebivalcev |
| ----------- | --------------- | --------------- |
|             |                 |                 |
|             |                 |                 |
|             |                 |                 |
|             |                 |                 |
| 1948        | 5008            |                 |
| 1953        | 4819            |                 |
| 1961        | 4669            |                 |
| 1971        | 4531            |                 |
| 1981        | 4668            |                 |
| 1991        | 4517            | 4472            |
| 2002        | 5263            | 5137            |
|             |                 |                 |

| Etnična sestava po popisu iz leta 2002 | Etnična sestava po popisu iz leta 2002 | Etnična sestava po popisu iz leta 2002 | Etnična sestava po popisu iz leta 2002 | Etnična sestava po popisu iz leta 2002 |
| -------------------------------------- | -------------------------------------- | -------------------------------------- | -------------------------------------- | -------------------------------------- |
| Srbi                                   | Srbi                                   |                                        | 3.538                                  | 68,87%                                 |
| Rusini                                 | Rusini                                 |                                        | 1.197                                  | 23,30%                                 |
| Romi                                   | Romi                                   |                                        | 131                                    | 2,55%                                  |
| Jugoslovani                            | Jugoslovani                            |                                        | 61                                     | 1,18%                                  |
| Madžari                                | Madžari                                |                                        | 46                                     | 0,89%                                  |
| Hrvati                                 | Hrvati                                 |                                        | 26                                     | 0,50%                                  |
| Slovaki                                | Slovaki                                |                                        | 18                                     | 0,35%                                  |
| Romuni                                 | Romuni                                 |                                        | 7                                      | 0,13%                                  |
| Muslimani                              | Muslimani                              |                                        | 7                                      | 0,13%                                  |
| Črnogorci                              | Črnogorci                              |                                        | 6                                      | 0,11%                                  |
| Ukrajinci                              | Ukrajinci                              |                                        | 4                                      | 0,07%                                  |
| Nemci                                  | Nemci                                  |                                        | 4                                      | 0,07%                                  |
| Slovenci                               | Slovenci                               |                                        | 3                                      | 0,05%                                  |
| Rusi                                   | Rusi                                   |                                        | 2                                      | 0,03%                                  |
| Makedonci                              | Makedonci                              |                                        | 2                                      | 0,03%                                  |
| Bunjevci                               | Bunjevci                               |                                        | 1                                      | 0,01%                                  |
| Albanci                                | Albanci                                |                                        | 1                                      | 0,01%                                  |
| Neznano                                | Neznano                                |                                        | 24                                     | 0,46%                                  |